# Caso Bodega
O caso Bodega ou crime do bar Bodega foi um roubo seguido de morte que ocorreu no dia 10 de agosto de 1996, em São Paulo. A investigação do caso tornou-se um "dos maiores erros policiais" do Brasil. Marina Dias, diretora do Instituto de Defesa do Direito de Defesa (IDDD), ressaltou a importância da imprensa para a democracia, mas reconheceu que neste caso houve um abuso. Devido à repercussão do caso, a lei de "toque de recolher" foi alterada. Em 2019 o caso foi um dos temas da série de reportagens produzida pelo Jornal da Cultura, "Os Olhos que Condenam no Brasil - O Caso Bodega".  
Ao prender vários inocentes no caso, a polícia foi questionada se torturou os suspeitos, incluindo uma das vítimas do assalto. O caso do Bar Bodega deixou legados na justiça brasileira: acelerou a aprovação da lei da tortura, proibiu a entrevistas de presos sem autorização dos próprios e de autoridades do sistema justicial e encerrou a prática de reconhecimento por porcentagem. Sobre a falta de justiça no caso, o advogado criminalista Antônio Cláudio Mariz disse que falta "vontade política" de acionar o Estado em prol dos condenados injustamente.
José Renato Tahan e Adriana Ciola foram as vítimas fatais da ocorrência. Os criminosos Sandro Márcio Olimpio, Sivanildo Oliveira da Silva, Sebastião Alves Vitale e Zeli Salete Vasco, a única mulher do grupo, foram condenados. Um outro criminoso, conhecido como Alemão, também foi preso, e um sexto, um taxista de nome Francisco Ferreira Sousa, estava foragido. Alguns já estão em liberdade condicional.  

## História

### Crime
Às 2:30 da manhã, cinco bandidos entraram no Bar Bodega, pertencente aos atores globais Tato e Cássio Gabus Mendes e ao tio deles, Luis Gustavo. Eles anunciaram o assalto, roubaram 4 mil e pediram que as pessoas entregassem joias e relógios, Um cliente foi baleado no braço quando o bandido tentou pegar seu relógio e pouco depois, sem saber o que estava acontecendo, o dentista José Renato Tahan saiu do banheiro e um bandido se assustou e o alvejou, matando-o. Os assaltantes fugiram correndo e já na calçada um deles atirou em direção ao bar, atingindo e matando a estudante Adriana Ciola. 

### Investigação policial
Pressionada, a Polícia Civil do Estado de São Paulo apresentou à imprensa, 15 dias após o crime, os primeiros suspeitos, todos negros, pobres e moradores da periferia da cidade. Posteriormente, ante a ausência de reconhecimentos por parte das testemunhas, outros cinco jovens foram presos. 
O Ministério Público do Estado de São Paulo, através do promotor de justiça Eduardo Araújo da Silva, não se convenceu da culpa dos jovens e recusou-se a acusá-los, o que causou um clima de indignação por parte da cúpula da polícia civil, da imprensa e da opinião pública. Diante disso, ele solicitou a soltura dos suspeitos e a continuidade das investigações junto ao DHPP. Ao serem soltos, os suspeitos relataram à imprensa que suportaram os mais variados métodos de tortura para admitirem a participação no crime.
Em 11 de novembro, o Departamento de Homicídios e Proteção à Pessoa (DHPP) prendeu dois dos verdadeiros responsáveis pelo crime - Silvanildo Oliveira da Silva, de 36 anos, e Sandro Marcio Olímpio, de 24 anos, reconhecidos por testemunhas. Os demais foram presos nas semanas seguintes. 

### Julgamento
Cinco acusados do crime, entre eles uma mulher, foram condenados a penas que variam de 23 a 48 anos de reclusão. O caso teve 6 acusados, sendo 1 foragido [carece de fontes?]. 
O Juiz da 18ª Vara Criminal de São Paulo, José Ernesto de Mattos Lourenço, condenou Sandro Márcio Olimpio, Sivanildo Oliveira da Silva, e Sebastião Alves Vital, a 48 anos de reclusão e Zeli Salete Vasco, a 23 anos e 3 meses. Eles foram condenados pelo crime de duplo latrocínio com agravantes. O Juiz Lourenço criticou, em sua sentença, a atuação inicial da polícia no caso, destacando o despreparo policial na apuração do crime e a corajosa atuação do promotor de justiça, Eduardo Araújo da Silva. Em outubro de 2009, o Supremo Tribunal Federal confirmou a decisão do Tribunal de Justiça de São Paulo, que reconheceu a responsabilidade civil objetiva do Estado pela indevida decretação da prisão cautelar de um dos primeiros suspeitos.

## Repercussão

### Na época
À época, o crime despertou a atenção da imprensa e da opinião pública por vários motivos: a desnecessária brutalidade empregada na sua execução; o fato de o bar estar localizado num bairro da classe média de São Paulo, que até então não registrava ocorrências desta gravidade; a posição social das vítimas, todas jovens da classe média paulistana; o fato do bar pertencer a conhecidos atores da maior emissora de televisão do País, Luis Gustavo e seus sobrinhos Cássio e Tato Gabus Mendes; finalmente, o evento se deu numa acirrada época de disputa eleitoral para prefeitura da maior cidade da América Latina e não deixou de ser explorado na campanha dos candidatos da oposição.
O caso Bodega deu origem ao Reage, São Paulo, cujo objetivo era defender a redução da idade de imputabilidade penal e promover o desarmamento. O movimento teve duração efêmera e desapareceu após a constatação de que os acusados originais do crime eram inocentes, tendo confessado apenas depois de sofrer torturas em delegacias policiais.

### Jornal da Cultura
Em setembro de 2019, para uma série de jornalismo investigativo do Jornal da Cultura, foram feitas entrevistas com os envolvidos no caso na época.
Sobre os condenados injustamente no caso, o juiz José Ernesto de Mattos Lourenço, do Caso Bodega em 1996 declarou em 2019:
| “ | "Era difícil acreditar que aquilo tivesse acontecido com aquela intensidade. Porém, era difícil explicar também de outro modo como eles tinham confessado a autoria do crime. Então a única explicação plausível é que eles só confessaram porque foram torturados, se não eles não teriam confessado." | ” |

Segundo o promotor do caso, Eduardo Araújo da Silva os policias que torturam os acusados injustamente "não foram processados. Na verdade houve a denúncia do Ministério Público, mas a denúncia não foi recebida e acabou transitando em julgado. (…) Havia uma série de contradições. Os reconhecimentos não eram seguros. As vítimas naquela época, elas reconheciam por porcentagem. E para a segurança da justiça esses reconhecimentos não tem validade. Ou a vítima reconhece, ou não reconhece."
Segundo o juiz José Ernesto de Mattos Lourenço, "o garçom [uma das vítimas] não reconheceu os primeiros [suspeitos] por dois motivos: eles não eram negros, nem pardos e não eram velhos, eram jovens. [Os] que foram realmente os autores do crimes, se constatou que eram todos brancos e todos de meia idade. Então nós tínhamos uma não identificação de culpados apresentada por um garçom que foi agredido pela polícia no ato, quando ele disse que não eram aqueles meninos. (…) Quando o perito da criminalística vem e demonstra que era impossível ter acontecido o crime do modo que aquele pessoa estava dizendo (…) era uma somatória de fatos que determinava no mínimo um pouco de cuidado para tratar deste processo."
Em resposta a reportagem, o delegado João Lopes Filho, titular do 15° distrito policial em 1996 não quis gravar entrevista. Atendeu a equipe de reportagem da TV Cultura na sede da corregedoria da polícia civil do Estado de São Paulo. Segundo ele, seus subordinados não torturam os acusados na época e 52 laudos policias teriam comprovado que os presos não sofreram agressões. Em 2020 João Lopes Filhos irá completar quarenta anos na polícia.
A Secretaria de Segurança Pública de São Paulo disse em nota que Corregedoria da Polícia Civil instaurou um inquérito para averiguar a conduta dos policiais, a denúncia foi rejeitada e o caso foi arquivado.